# Jacinthe d'eau
Pontederia crassipes
Espèce
Synonymes
- Eichhornia speciosa Kunth
- Piaropus crassipes (Mart.) Raf.
- Heteranthera formosa
- Piaropus mesomelas
- Pontederia crassipes Mart.

Classification APG II (2003)
La Jacinthe d'eau ou Camalote (Eichhornia crassipes) est une espèce de plantes à fleurs monocotylédones de la famille des Pontederiaceae, originaire d'Amérique du Sud.
C'est une plante aquatique des rivières, canaux et lacs des régions tropicales. La Jacinthe d'eau provient de la cuvette amazonienne et des grands lacs et marais de la région du Pantanal dans l'ouest du Brésil. L'espèce fait partie des 100 pires espèces envahissantes selon l'UICN.

## Description

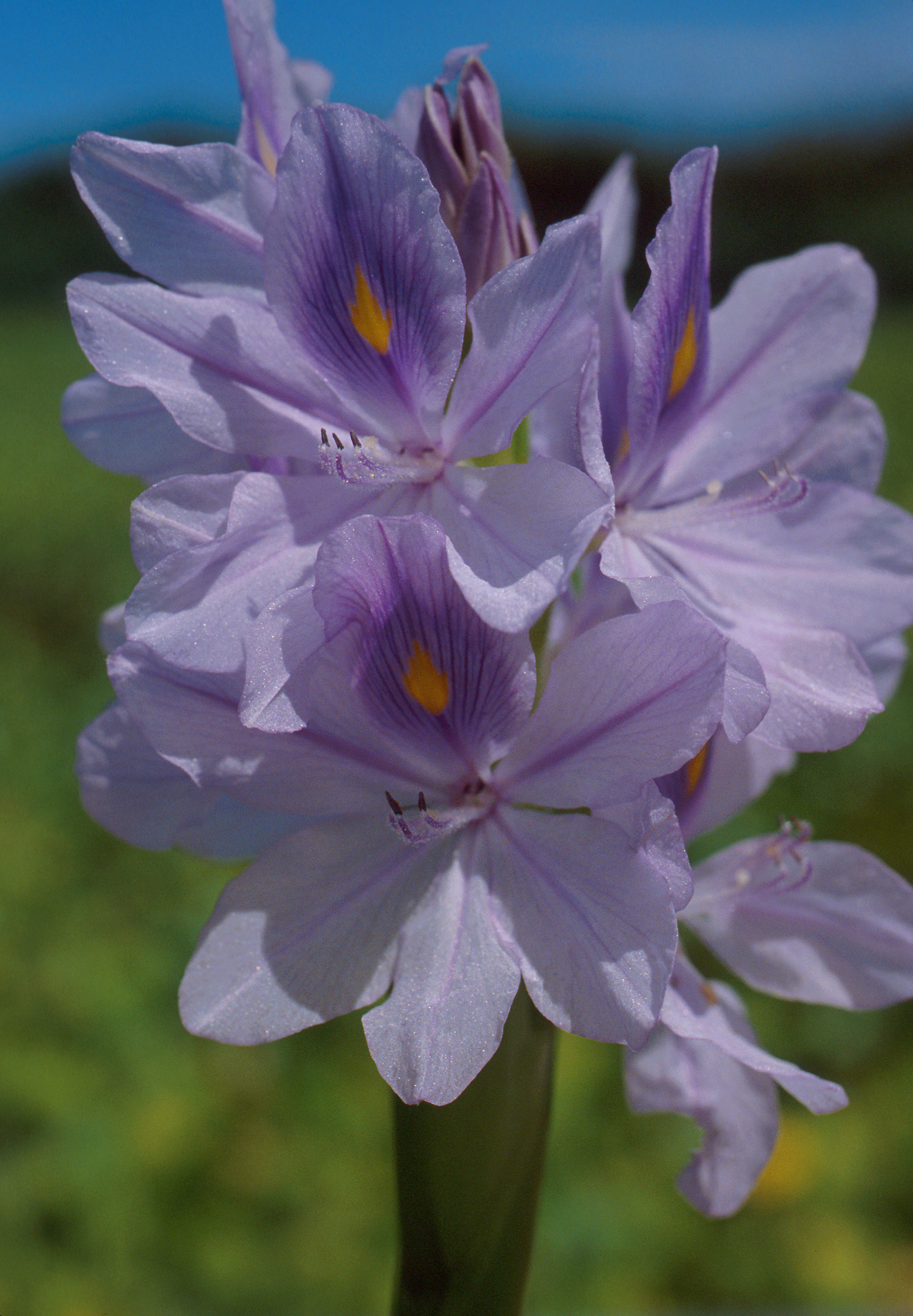
Inflorescence de Jacinthe d'eau.

### Aspect général

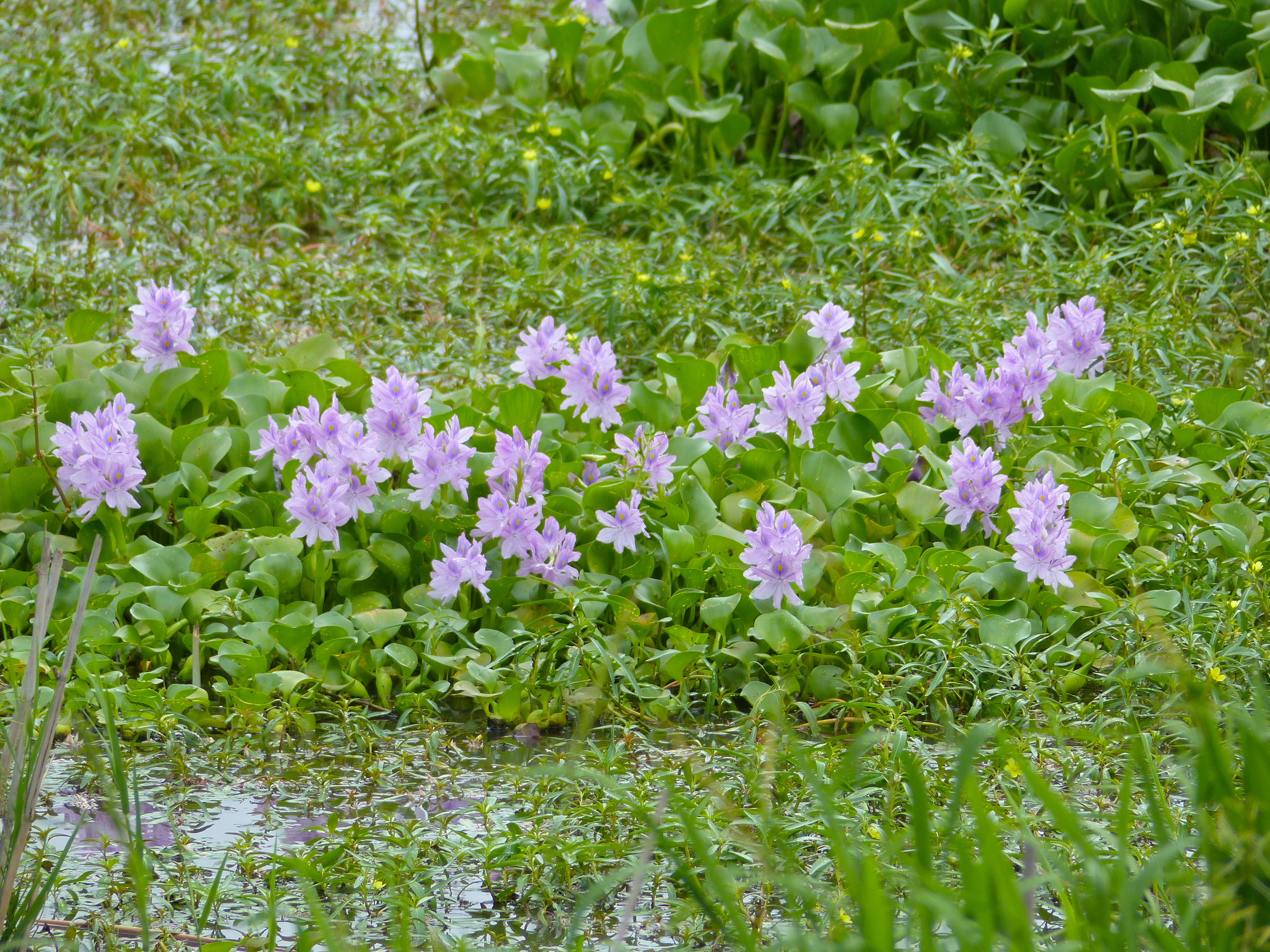
Jacinthes d'eau (Parc national Kruger, Afrique du Sud).

La Jacinthe d'eau, qui ne fait pas partie de la famille de la Jacinthe véritable, est un macrophyte aquatique dont les tiges forment des tapis flottants denses. La croissance de cette plante est une des plus rapides, voire la plus rapide, du règne végétal : les jacinthes d'eau peuvent pousser de 2 à 5 m par jour dans certains sites d'Asie du Sud-Est.

### Feuilles
Ses feuilles sont simples, épaisses, cireuses, arrondies et lustrées, et se tiennent bien au-dessus de la surface de l'eau sur des tiges. Elles sont grossièrement oviformes à circulaires, de 10 à 20 cm de diamètre, ourlées sur les bords, qui sont ondulés. Elles sont disposées en pseudo-rosettes. Les nervures des feuilles sont denses, nombreuses, en amande et longitudinales.
Ce sont les pétioles, renflés à la base et gonflés d'air, qui permettent à la plante de flotter.

### Fleurs
Les hampes florales sont droites, mesurent environ 50 cm de long et portent chacune de 8 a 15 fleurs voyantes rassemblées en épi. Les fleurs mesurent entre 3 et 7 centimètres de diamètre, ont six pétales, bleu violacé à rosâtres, le pétale du sommet montrant une tache d'un violet plus soutenu avec une tache jaune plus petite à l'intérieur.
Les fleurs sont inodores.

### Fruits
Le fruit forme une capsule qui peut contenir jusqu'à 450 graines.

### Racines

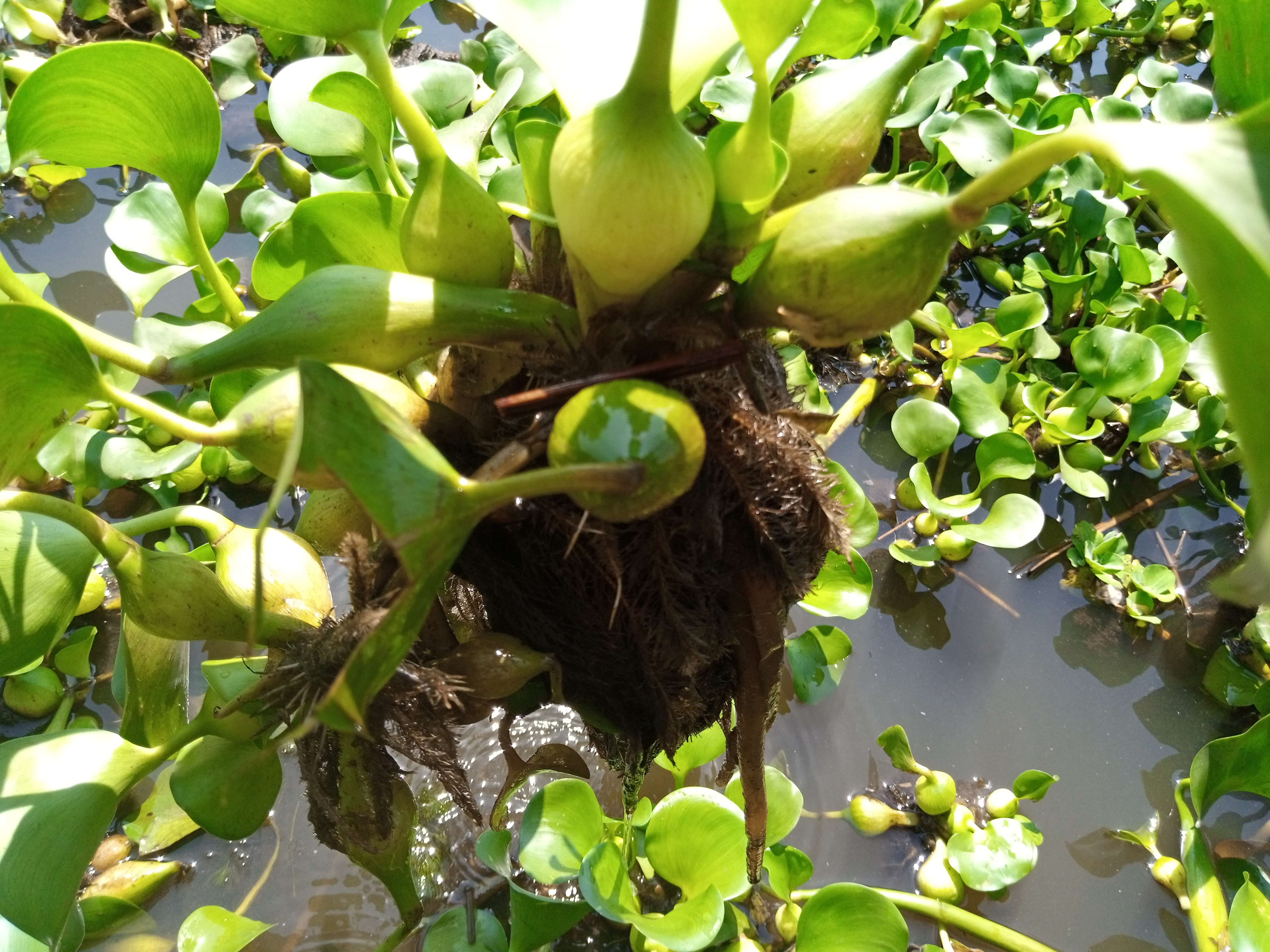
Rhizome bulbeux.

Eichhornia crassipes dispose d'un rhizome bulbeux et spongieux mesurant jusqu'à 6 centimètres de diamètre et 30 centimètres de longueur. Les racines sont noires violacées et plumeuses, peuvent mesurer jusqu'à 3 mètres et constituer plus de 50 % de la biomasse d'une population de jacinthes d'eau.

### Reproduction
L'espèce combine deux modes de reproduction, sexuée et asexuée, la première étant plus rare que la seconde, la présence de fruits étant rare. Elle émet de petites plantes filles le long de la tige rhizomateuse.

## Origine et distribution
L'aire de répartition originelle de la Jacinthe d'eau est en Amérique du Sud, principalement dans les plaines du Venezuela et de Colombie.
L'espèce s'est répandue aux États-Unis, au Mexique, en Amérique centrale, dans les Antilles et dans les régions les plus chaudes de l'hémisphère occidental, ainsi que dans les régions tropicales de l'Ancien Monde.

### Introductions par l'homme

#### Au Mexique
La Jacinthe d'eau a été introduite au Mexique sous le mandat de Porfirio Díaz, par le ministre des Travaux publics, Carlos Pacheco, dans les années 1880, en tant que contribution du projet d'élevage piscicole de Esteban Chazarí. L'objectif était de créer un milieu favorable à la fraie des carpes, mais la plante s'est échappée de ce site, et quelques années plus tard, elle était déjà présente dans le lac de Chapala où elle se trouve encore.

#### En Nouvelle-Calédonie
L'espèce a été introduite en Nouvelle-Calédonie en 1911, où elle est maintenant localement abondante, notamment dans certaines mares de la région de Bourail et aux alentours de la Néra. Le Code de l'environnement de la Province Sud interdit l’introduction dans la nature de cette espèce ainsi que sa production, son transport, son utilisation, son colportage, sa cession, sa mise en vente, sa vente ou son achat.

## Une espèce envahissante

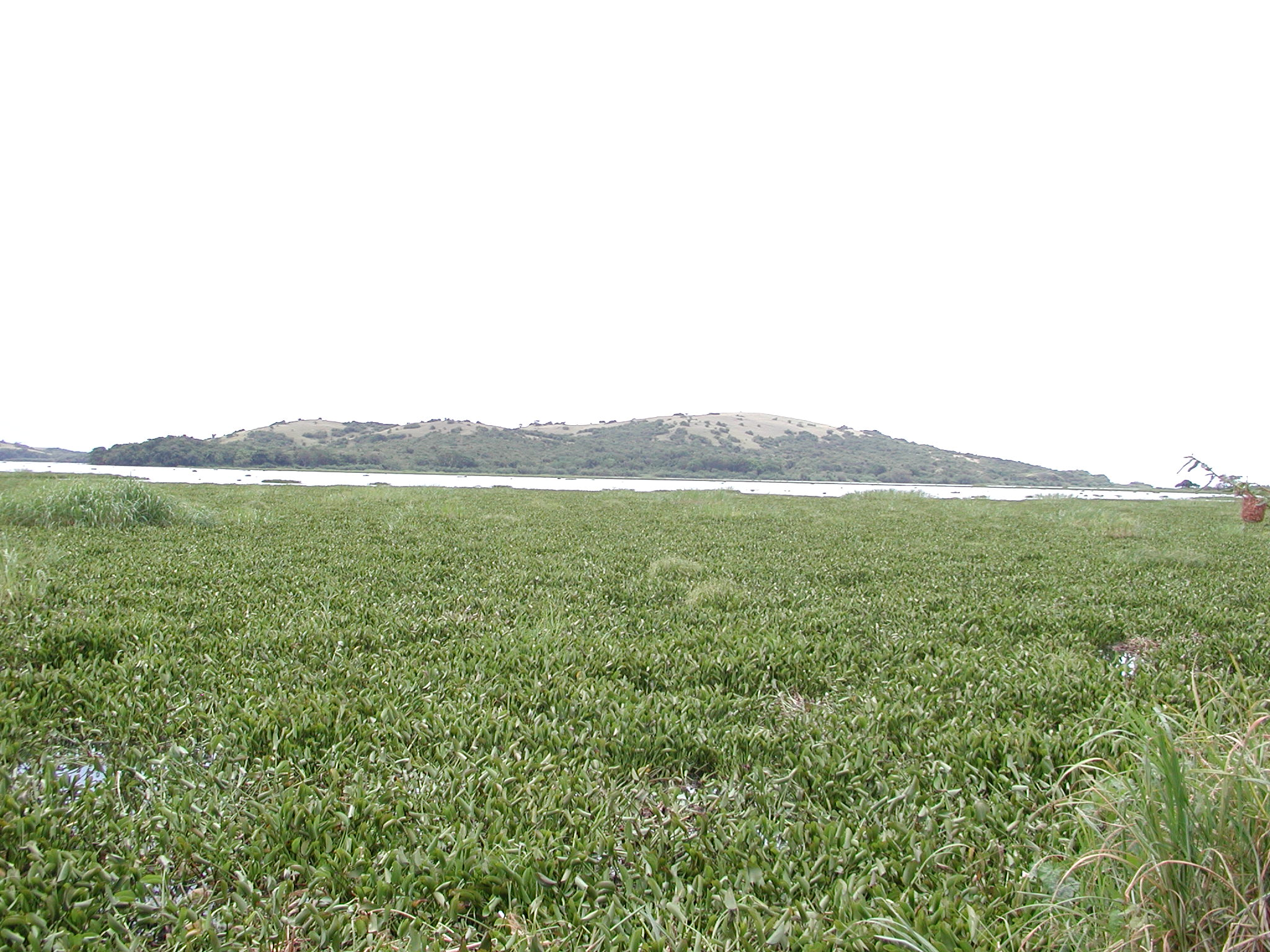
Berge de l'île Ndere étouffée par les jacinthes d'eau, Lac Victoria, Kenya.

En l'absence de ses consommateurs naturels (notamment le Lamantin), la Jacinthe d'eau devient facilement hors de contrôle, causant de nombreux problèmes sociaux et environnementaux. Introduite dans de nombreuses régions pour son attrait esthétique, elle est maintenant présente dans toutes les régions des tropiques, dans plus de 50 pays sur les cinq continents, et considérée comme envahissante par plusieurs d'entre eux. Aux États-Unis, l'espèce est notamment inscrite aux listes de plantes envahissantes de Californie et de Floride, Etat où l'homme l'a introduite. En Nouvelle-Zélande, E. crassipes apparaît dans le National Pest Plant Accord (en), ce qui en interdit la propagation et la répartition dans ce pays. En Afrique, l'espèce a totalement ou partiellement envahi certains plans d'eau dont le lac Victoria.
En Europe, cette espèce est inscrite depuis 2016 dans la liste des espèces exotiques envahissantes préoccupantes pour l’Union européenne. Cela signifie qu'elle ne peut pas être importée, cultivée, commercialisée, plantée, ou libérée intentionnellement dans la nature, et ce nulle part dans l’Union européenne.
En France, cette espèce est légalement inscrite sur la liste annexée à l'Arrêté du 14 février 2018 relatif aux espèces végétales exotiques envahissantes sur le territoire métropolitain.
Les sections suivantes résument les impacts écologiques et sociaux que E. crassipes a ou pourrait engendrer là où elle est envahissante.

### Impacts sur les écosystèmes

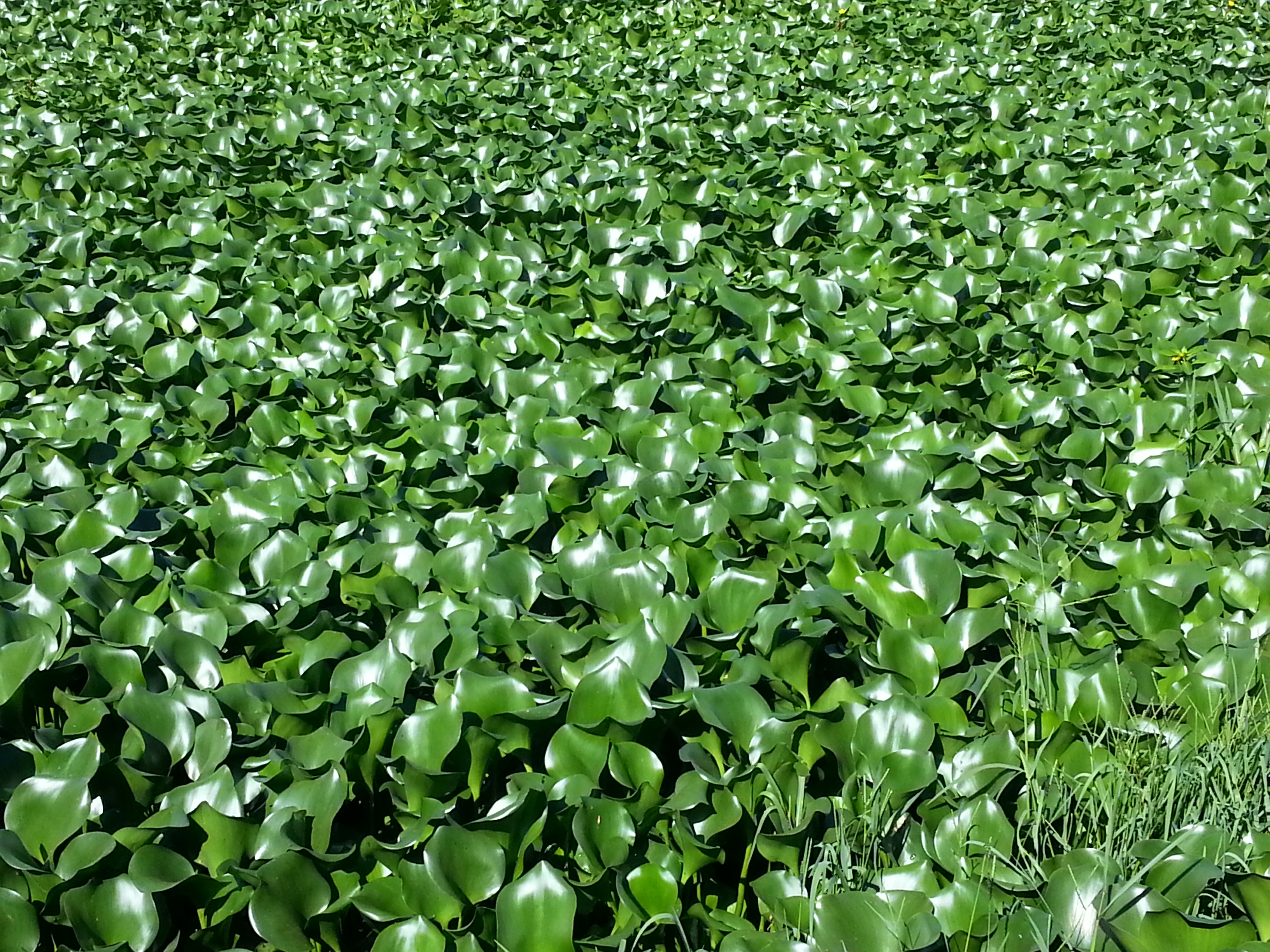
Jacinthe d'eau à Imerinafovoany, Madagascar.

La Jacinthe d'eau est devenue l'un des fléaux les plus importants pour les étendues d'eau douce, rivières et lacs des tropiques. Dans les régions où elle a été introduite, elle menace la biodiversité. Peu d'espèces végétales peuvent résister à la croissance rapide d'E. crassipes. Cette dernière finit par étouffer les espèces natives en formant de denses tapis monospécifiques qui bloquent la lumière aux strates inférieures.
La Jacinthe d'eau menace non seulement la biodiversité végétale, mais aussi celle de la faune. En effet, certains oiseaux spécialistes des milieux humides pourraient être négativement affectés par la présence de cette espèce.
Lorsque l'importante biomasse produite par E. crassipes entre en décomposition, de grandes quantités de nutriments sont libérés dans l'eau, menant à l'eutrophisation du milieu. Si elle pompe les nitrates excédentaires de l'eau, elle bloque les rayons UV qui désinfectent naturellement l'eau.

### Impacts sur les populations humaines

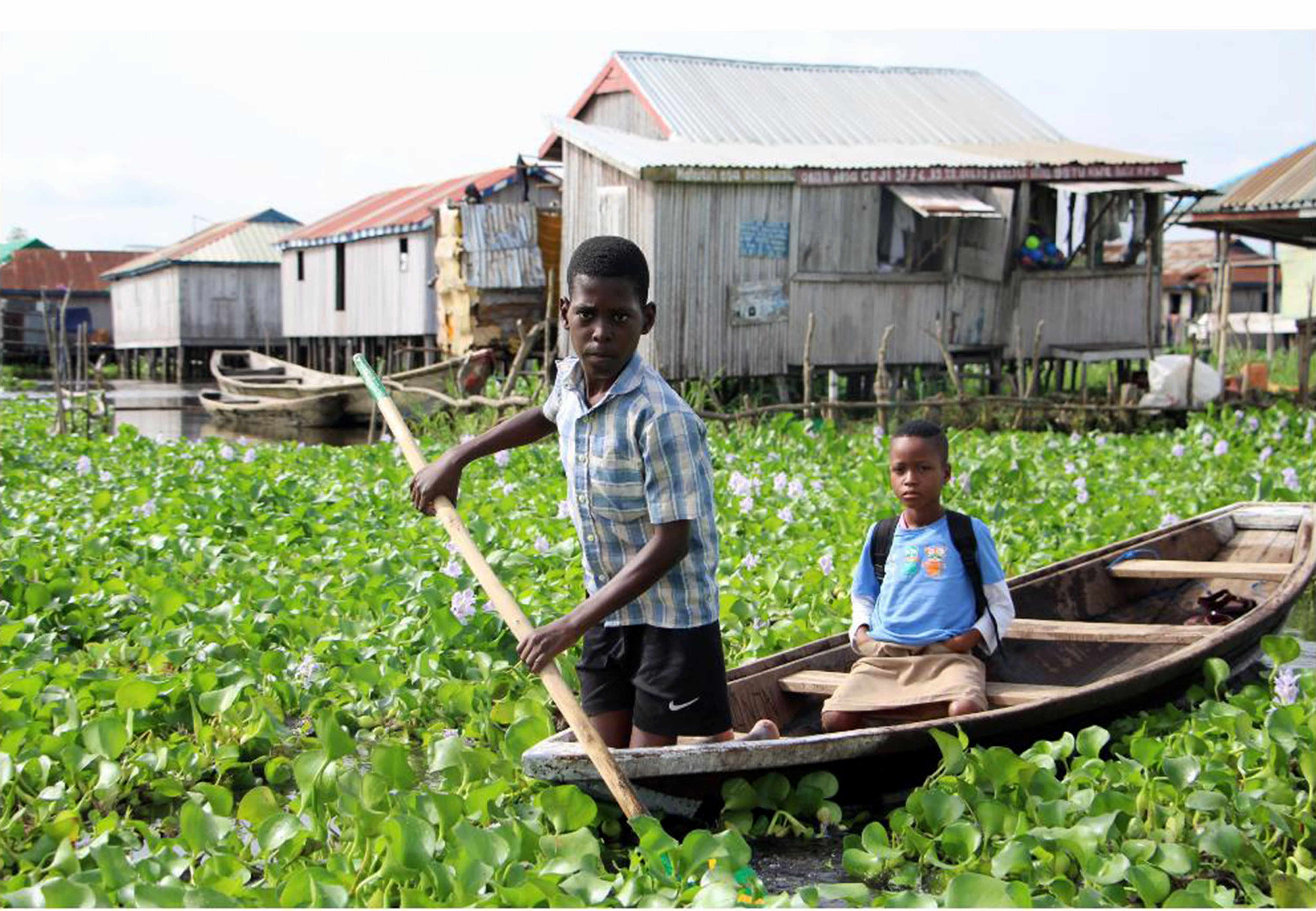
Une gêne pour les bateaux à Ganvié au Bénin.

Les impacts de la Jacinthe d'eau sur les activités humaines varient dans leur nature et leur importance selon le contexte.
Le lac Victoria, par exemple, fournit de nombreux services aux populations vivant autour de celui-ci. Dans une étude de cas menée auprès des habitants du golfe de Winam, connecté au lac Victoria et envahi par E. crassipes, les locaux questionnés ont fait état de plusieurs problèmes. Les tapis formés par la plante envahissante rendent difficile les déplacements en bateau, or la pêche est l'une des principales activités économiques de la région. Aussi, un point d'approvisionnement en eau a été bloqué par la plante, ce qui a eu de coûteuses répercussions sur l'irrigation des cultures et le traitement des eaux usées.
Des problèmes similaires ont été rapportés dans la portion indienne du Brahmapoutre.
Si E. crassipes étouffe la végétation native, elle crée des conditions favorables à la reproduction de certains vecteurs de maladies, et pourrait ainsi affecter la santé des populations humaines. Par exemple, Minakawa et al.(2008) ont montré que le moustique vecteur de la malaria Anopheles funestus profite des habitats créés par les tapis de Jacinthe d'eau sur le lac Victoria.

## Utilisations

### Plante dépolluante
On a utilisé Eichhornia crassipes en phytoremédiation pour sa capacité d'hyperaccumulateur à extraire certains éléments nutritifs et métaux lourds des boues, dans des bassins de décantation de traitement des eaux usées.
Au Bénin, une start-up transforme la Jacinthe d'eau en fibre dépolluante pour absorber les fuites de pétrole.

### Engrais
Au Kenya, la Jacinthe d'eau a été utilisée expérimentalement comme engrais organique, cependant il y a quelques controverses comme les effets sur les sols dus au pH très alcalin (valeur > 9).

### Alimentation animale
L'utilisation de la fleur et de l'ensemble de la plante a aussi été expérimentée en alimentation animale (notamment pour les volailles, les lapins, les porcs et les tilapias). Elle peut être intéressante si elle ne dépasse pas 25 % de l'alimentation globale et si on fait sécher la plante au préalable pour en faire une farine car la digestibilité de la plante fraîche est très faible, et fait perdre du poids aux animaux. L'intérêt principal de cette filière est de fournir une alimentation peu coûteuse et un débouché aux jacinthes récoltées dans les zones où elle est trop invasive mais elle n'est possible que dans les zones où il n'y a pas accumulation de métaux lourds.
En Chine, cette plante a été largement utilisée pour alimenter le bétail des années 1950 aux 1970, durant les grandes pénuries. Elle y avait aussi été utilisée comme engrais. Depuis la fin des années 1980, ces usages sont tombés en désuétude. Son seul usage est maintenant de nourrir les canards et de contribuer à l'épuration des eaux polluées.

### Matériau pour l'artisanat
Aujourd'hui, la Jacinthe d'eau est utilisée comme principal matériau pour la confection de meubles en Birmanie, Thaïlande, au Vietnam et au Nigéria.

### Autres
Les feuilles récoltées peuvent aussi servir de fibre pour du tissu ou du papier. Elles fournissent également un apport non négligeable de biomasse.
Le problème principal lié à son utilisation reste le transport car ces plantes sont très lourdes au moment de la récolte (90 % d'eau) et très volumineuses, ce qui rend très difficile la viabilité économique de toutes ses utilisations. Par ailleurs, la récolte peut être dangereuse (présence de crocodiles et d'hippopotames dans certaines régions).

## Dénomination
La deuxième partie du nom binominal de l'espèce, crassipes, signifie en latin "à pied épais". Une caractéristique que l'on retrouve dans les noms binominaux de certains animaux, comme l'araignée Selenocosmia crassipes, la punaise Phymata crassipes ou le tardigrade Batillipes crassipes.